# فرانسيسكو ماليسبين
فرانسيسكو ماليسبين (بالإسبانية: Francisco Malespín) (و. 1806 – 1846 م) هو سياسي من السلفادور، تولى منصب رئيس السلفادور. تولى منصب رئيس السلفادور (7 فبراير 1844–15 فبراير 1845) .